# Bomba țarului

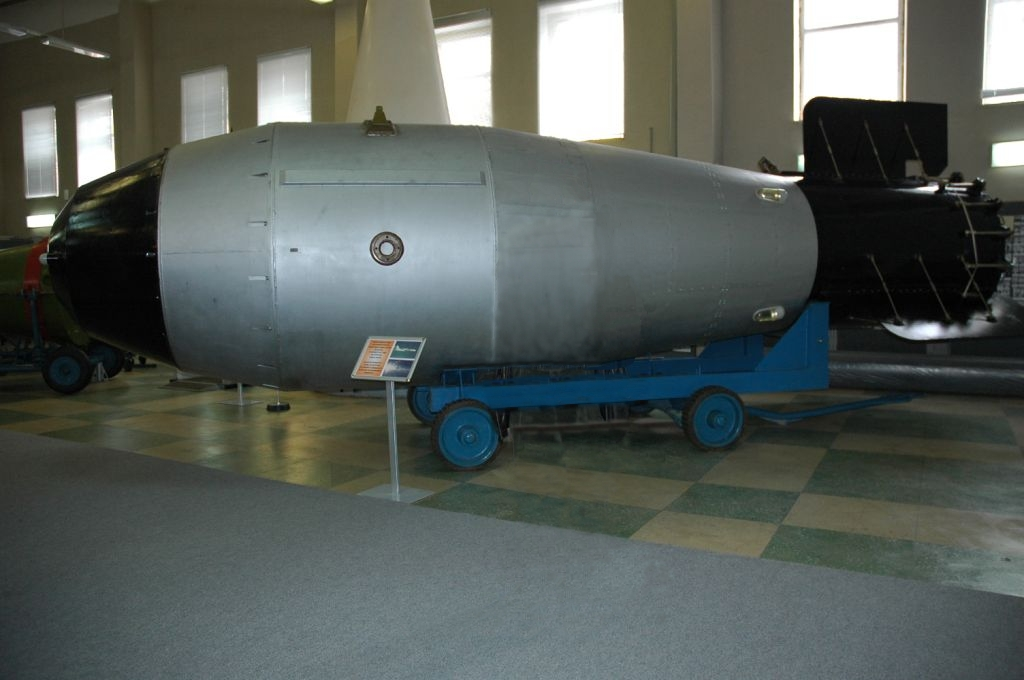

Bomba țarului (în rusă: Царь-бомба, Țar bomba) este numele dat de Occident celei mai puternice arme nucleare construită și detonată vreodată. A fost o bombă cu hidrogen în 3 stadii (fisiune – fuziune – fisiune), fabricată de Uniunea Sovietică sub numele oficial de RDS-220, numele de cod fiind Ivan (Иван). Proiectul inițial prevedea o putere echivalentă de 100 megatone TNT, redusă mai apoi la 50 megatone, pentru limitarea contaminării radioactive.

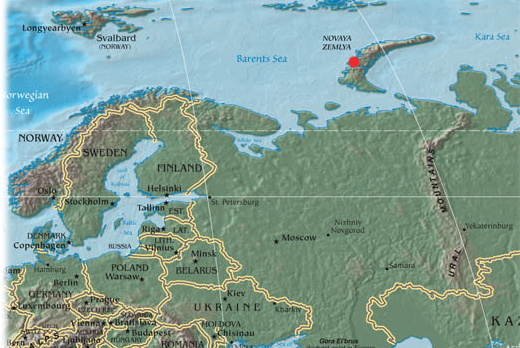
Locul exploziei

A fost detonată la 30 octombrie 1961, în arhipelagul Novaia Zemlia. În apropierea zonei,geamurile s-au spart din cauza puterii mari pe care o avea.Scopul ei a fost doar demonstrarea capacității tehnologiilor militare ale URSS; s-a construit un singur exemplar, cea detonată, iar o machetă se află în prezent la Muzeul armelor nucleare rusești din Sarov . Bomba a avut masa de 27 tone, și era de forma unui cilindru lung de 8 m având diametrul de 2,1 m. Este una din cele mai „curate” bombe atomice create vreodată, 97% din energia ei fiind dată de reacția de fuziune nucleară (care nu produce reziduuri radioactive).

## Explozia
Bomba a fost lansată de un bombardier Tu-95V special modificat pentru a o putea transporta și acoperit pentru protecție cu o vopsea specială reflectorizantă. A fost lansată de la altitudinea de 10500 m și a detonat la 4000 m deasupra solului la 188 secunde de la lansare. Pentru a-i încetini căderea s-a folosit o parașută de 800 kg, dând astfel timp avionului să se îndepărteze suficient (45 km). Comandantul misiunii și totodată pilotul bombardierului strategic a fost maiorul Andrei Durnovțev, ulterior ridicat la gradul de locotenent colonel și făcut erou al URSS. Un al doilea avion de tip Tu-16 a observat și înregistrat testul.
Explozia a avut loc la 11:32 AM ora Moscovei (30 octombrie 1961), deasupra poligonului militar (coordonate aproximative 73.85 N, 54.50 E) din Golful Mitiușciha la 55 km nord de localitatea Severnâi și la 250 km nord de Belușia. Mingea de foc a avut un diametru de 5–7 km. Lumina exploziei a fost atât de puternică încât a fost zărită de la 1000 km distanță. Ciuperca atomică s-a ridicat la 64 km înălțime și a avut un diametru de 30–40 km. Toate clădirile din Severnâi au fost distruse. La sute de kilometri distanță casele din lemn au fost distruse și cele din cărămidă și-au pierdut acoperișurile, ferestrele și ușile. Comunicațiile radio au fost întrerupte timp de aproape o oră. Explozia a putut fi văzută și simțită până în Finlanda, spărgând și geamuri. Undele de șoc atmosferice au făcut inconjurul planetei de 3 ori. Oamenii care s-ar fi aflat la mai puțin de 100 km ar fi suferit arsuri de gradul 3. Căldura s-a simțit până la 270 km. Șocul seismic a măsurat 5-5,25 grade pe scara Richter. Puterea degajată în cele 39 nanosecunde ale exploziei a fost de 5,4x1024 watt (5,4 yottawatt), aproximativ 1,4% din puterea Soarelui.
SUA au estimat inițial puterea bombei la 57 megatone, cifră preluată și de Hrușciov în memoriile sale. După 1991 această cifră a fost revizuită la 50 megatone conform documentelor sovietice.